# Santo Antônio de Lisboa (Florianópolis)
Pour les articles homonymes, voir Santo Antônio.

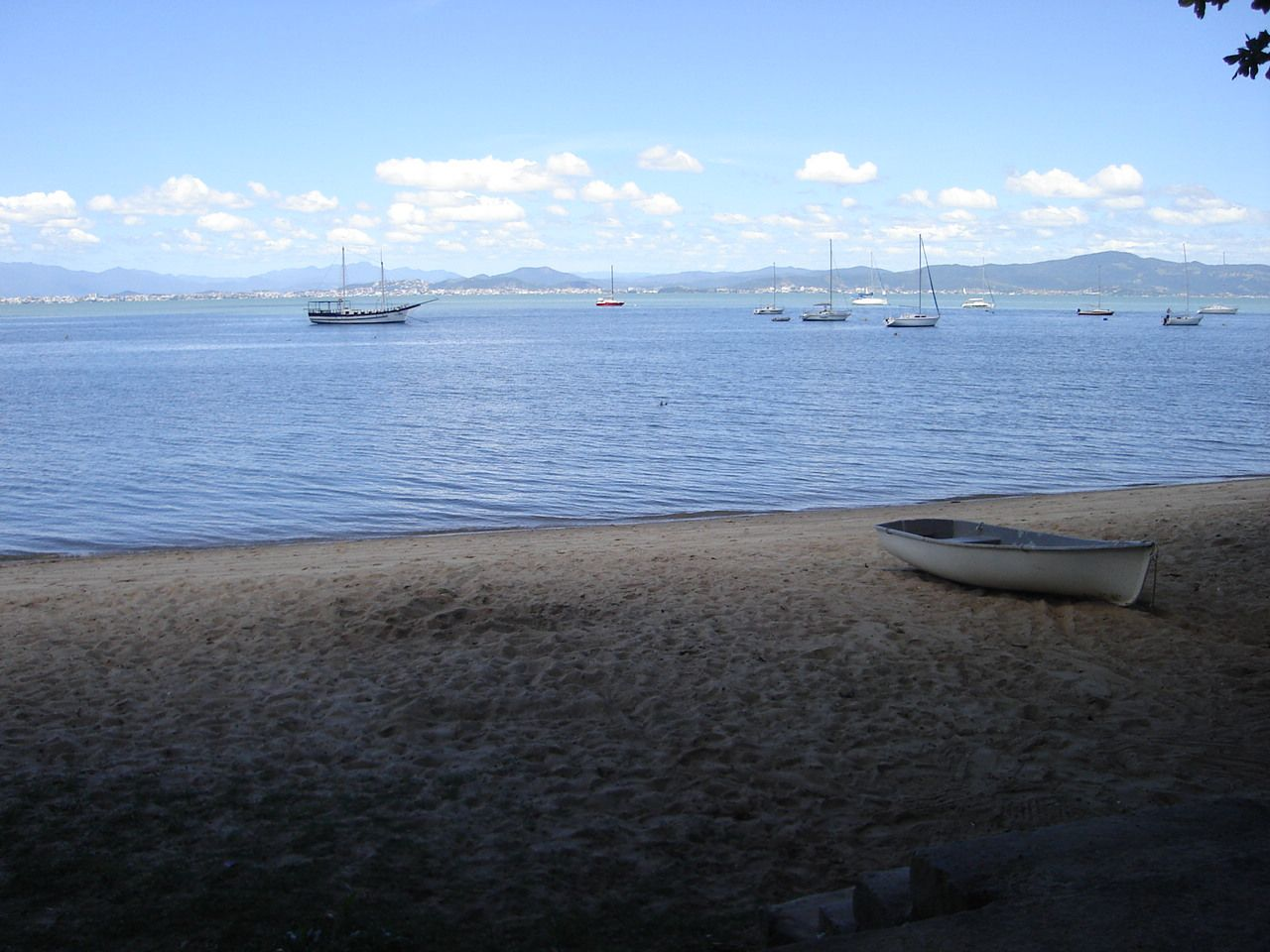
La plage de Santo Antônio de Lisboa.

Santo Antônio de Lisboa est un district de la municipalité de Florianópolis, capitale de l'État brésilien de Santa Catarina. Il fut créé, comme freguesia, le 26 octobre 1751, sous le nom de Notre-Dame des Nécessités.
Le district se situe au nord-ouest de l'île de Santa Catarina, au bord de la baie Nord.
Le siège du district se situe dans la localité du même nom, Santo Antônio de Lisboa. Les autres localités du district sont:
- Barra de Sambaqui
- Cacupé
- Sambaqui

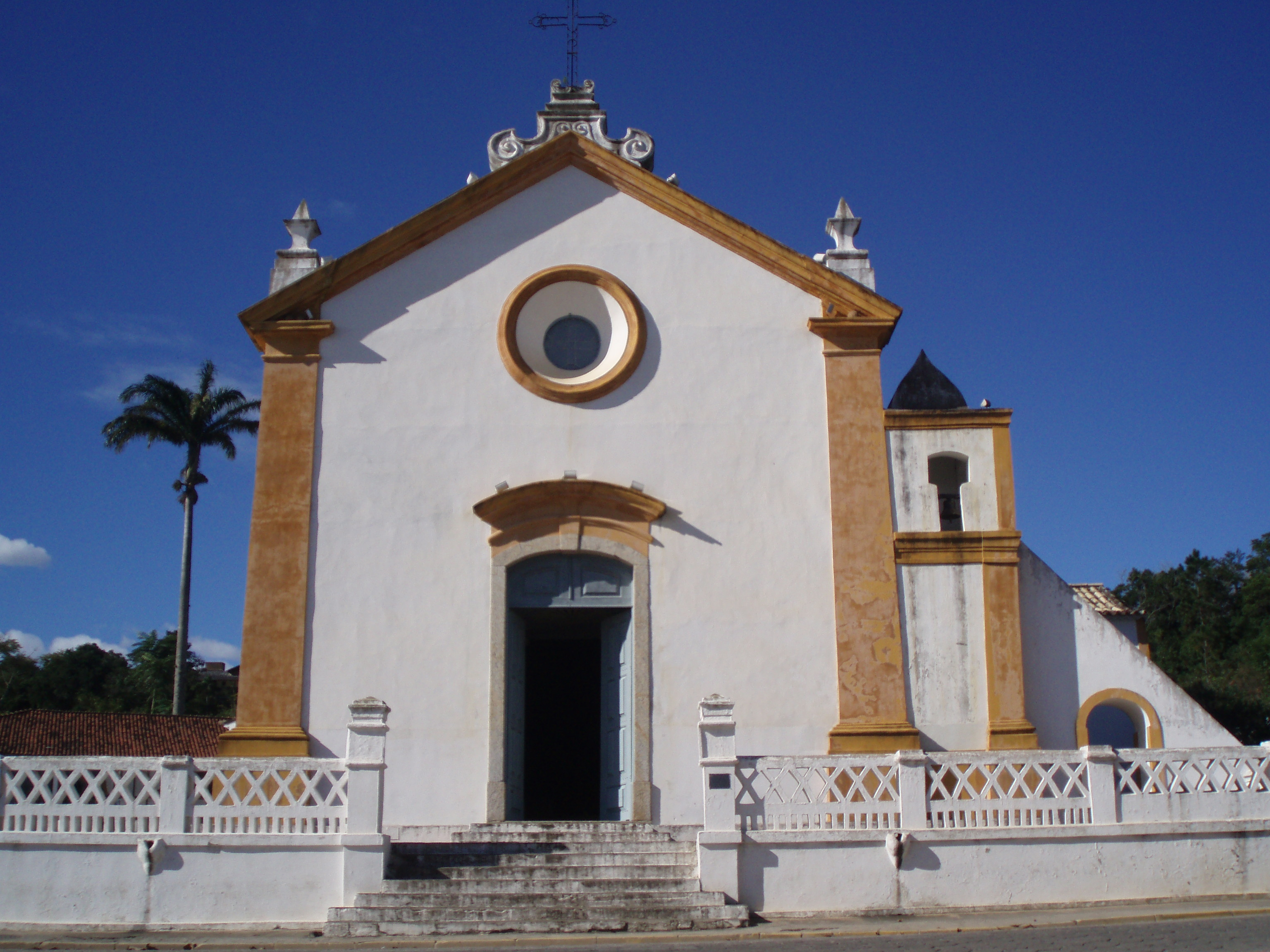
Vue de la façade de l'église de Santo Antônio de Lisboa

La localité de Santo Antônio de Lisboa fut fondée par des colons venus des Açores au XVIIIe siècle. Elle conserve de nombreux bâtiments bâtis dans un style typique des Açores. 